# Astragalus angustiflorus
Astragalus angustiflorus là một loài thực vật có hoa trong họ Đậu. Loài này được K.Koch miêu tả khoa học đầu tiên.